# El descanso (película de 2002)
 El descanso  es una película documental de Argentina filmada en colores dirigida por Ulises Rosell, Rodrigo Moreno y Andrés Tambornino sobre su propio guion que se estrenó el 30 de mayo de 2002 y tuvo como actores principales a Juan Ignacio Machado, Fernando Miasnik, Raúl Urtizberea y Javier Lombardo. Fue rodada en Santa María de Punilla en la provincia de Córdoba.

## Sinopsis
Unos jóvenes que por accidente se desvían de su camino en la provincia de Córdoba llegan a un pueblo, encuentran un hotel en ruinas y, seducidos por la idea de recuperar la buena vida de épocas pasadas, encaran el extravagante proyecto de reabrirlo hasta que un personaje notable abogado de la zona se opone.

## Reparto
Participaron del filme los siguientes intérpretes:
- Juan Ignacio Machado...Freddy Fassano
- Fernando Miasnik...Osvaldito
- Raúl Urtizberea...Doctor McDonell
- José Palomino Cortez...Marcos Reyna
- Javier Lombardo...Saavedra
- Titillo Aguilar...Selmar
- Pia Galiano...Victoria
- Alicia Hidalgo...Alicia
- Constantino Cosma...Salvador Serrani
- Alejandro Viola...Lucio Kramerbauer
- Carlos Moreno...Comisario Brizuela
- Norberto Muchinsci...Moky
- Laima Kotchainstkaite...Natasjia
- Fabiana Chiaradía...Martina
- Amaray Cochero...Doctora
- Billy Beccaria...Loco Mario
- María Pía …Victoria
- José Giurato...Viejo Flaco

## Comentarios
Aníbal M. Vinelli en Clarín escribió:

«A fuerza de ingenio para superar un presupuesto seguramente escaso y con un par de alusiones políticas insolentes y deliciosas, el terceto de jóvenes realizadores consigue una obra que, sin ser la Octava Maravilla, entretiene.»

Pablo O. Scholz en Clarín dijo:

«Algunas actuaciones de tono exagerado … acercan al filme al grotesco … por suerte los directores … no la pensaron en tal cuerda, por lo que el resultado se emparenta más con la comedia de aventura de Hollywood que con la commedia alla italiana, y salen airosos del propósito.»

Diego Batlle en La Nación opinó:

«Alejada de toda pretensión edificante, sin alegorías ni sentimentalismos…se termina imponiendo por sobre sus varios excesos y altibajos que desconciertan por los bruscos cambios de estilo y de registro.»

Manrupe y Portela dijeron del filme:

«Con un uso inteligente de sus recursos…tiene varios méritos significativos: descontractura a la vez que crítica, desolemniza y se transforma en metáfora de un país cuyo sueño de reconstrucción es interrumpido por la máquina de impedir. Entretiene y deja pensando. Simpática, bien actuada y bien hecha.»

## Premios y nominaciones
Mejor Película Argentina BAFICI (2001)
Mejor Película Festival Internacional de Quebec (Canadá) (2002)
Mejor Guion Festival Latinoamericano de Lerida (España) (2003)
Guion Ganador Concurso Opera Prima INCAA
Asociación de Cronistas Cinematográficos de la Argentina Premios Cóndor de Plata 2003
- Nominada al Premio a la Mejor Ópera Prima.
- José Palomino nominado al Premio al Mejor Actor de Reparto.

Buenos Aires Festival Internacional de Cine Independiente
- Nominada al Premio a la Mejor Película

Festival de Cine Latinoamericano de Lleida  2003
- Ganadora del Premio al Mejor Guion

Premios de Cine MTV Movie Awards, Latin America 2002
- Nominada al Premio Película de la Gente